# Sơn Hải, Bắc Ninh
Sơn Hải là một xã thuộc tỉnh Bắc Ninh, Việt Nam.

## Địa lý
Xã Sơn Hải có vị trí địa lý:
- Phía đông giáp xã Biên Sơn
- Phía tây giáp xã Tân Thành, tỉnh Lạng Sơn
- Phía nam giáp xã Kiên Lao
- Phía bắc giáp xã Tân Sơn.

Xã Sơn Hải có diện tích 102,89 km², dân số 9.591 người, mật độ dân số đạt 93 người/km².

## Lịch sử
Ngày 27 tháng 10 năm 1962, Quốc hội ban hành Nghị quyết về việc thành lập tỉnh Hà Bắc trên cơ sở tỉnh Bắc Giang và tỉnh Bắc Ninh. Khi đó, xã Sơn Hải thuộc huyện Lục Ngạn, tỉnh Hà Bắc.
Ngày 6 tháng 11 năm 1996, Quốc hội ban hành Nghị quyết về việc chia tỉnh Hà Bắc thành tỉnh Bắc Giang và tỉnh Bắc Ninh. Khi đó, xã Sơn Hải thuộc huyện Lục Ngạn, tỉnh Bắc Giang.
Ngày 16 tháng 6 năm 2025, Ủy ban Thường vụ Quốc hội ban hành Nghị quyết số 1658/NQ-UBTVQH15 của UBTVQH về việc sắp xếp các đơn vị hành chính cấp xã của tỉnh Bắc Ninh năm 2025. Theo đó, sắp xếp toàn bộ diện tích tự nhiên, quy mô dân số của xã Hộ Đáp và xã Sơn Hải thành xã mới có tên gọi là xã Sơn Hải.